# Поспишил, Иржи (1949)
Иржи Поспишил (чеш. Jiří Pospíšil; 9 мая 1949, Брно — 16 ноября 2024) — чешский политик, сенатор по сенатскому округу № 14 — Ческе-Будеёвице, депутат Народной палаты Федерального собрания от Гражданского форума, позднее от Гражданской демократической партии.

## Биография
Окончил отделение психологии философского факультета Университета им. Яна Эвангелисты Пуркине в Брно (Масариков университет).
С 1976 года жил в Ческе-Будеёвице, с 1977 года работал там психологом в региональной больнице. С 1990 года психолог частной практики.
В 1989 году стал соучредителем Гражданского форума. С 1991 года член Гражданской демократической партии.
Депутат Федерального собрания Чехословакии с 30 января 1990 по 31 декабря 1992 г.
С 1993 по 1995 год заместитель министра обороны Чехии, участвовал в разделении Чехословацкой армии и был представителем правительства по созданию Армии Чешской Республики.
В 1996 году избран в Сенат (в первом туре получил 40,4 %, во втором туре 56 % голосов). Член Комитета по иностранным делам, обороне и безопасности.
Снова победил на выборах 2000 года (первый тур — 28,43 %, второй тур 51,86 % голосов). Заместитель председателя Комитета по иностранным делам, обороне и безопасности.
С января 2003 года наблюдатель от Сената Чешской Республики в Европейском парламенте. С 1 мая по 19 июля 2004 года (до начала срока полномочий законно избранных депутатов Европарламента от Чешской Республики) — депутат Европейского парламента.
На выборах в Сенат 2006 года победил в своем округе, набрав 36,55 % в первом туре, и 63,35 % во втором. Председатель Комитета по мандатам и иммунитету и член Комитета по иностранным делам, обороне и безопасности.
Срок полномочий истёк 28.10.2012.
Семья: жена, двое детей.